# Planaria torva
Planaria torva är en plattmaskart som först beskrevs av O. F. Mueller 1774.  Planaria torva ingår i släktet Planaria och familjen Planariidae. Arten är reproducerande i Sverige. Inga underarter finns listade i Catalogue of Life.